# Gomphosus caeruleus
Gomphosus caeruleus е вид бодлоперка от семейство Labridae. Видът не е застрашен от изчезване.

## Разпространение и местообитание
Разпространен е в Британска индоокеанска територия, Джибути, Египет, Еритрея, Йемен, Израел, Индия, Индонезия, Йордания, Иран, Кения, Коморски острови, Мавриций, Мадагаскар, Майот, Малдиви, Мианмар, Мозамбик, Обединени арабски емирства, Оман, Реюнион, Саудитска Арабия, Сейшели, Сомалия, Судан, Тайланд, Танзания, Шри Ланка и Южна Африка.
Обитава океани, морета, лагуни и рифове в райони с тропически климат. Среща се на дълбочина от 1 до 22,5 m, при температура на водата от 27,1 до 28,8 °C и соленост 32,3 – 35,1 ‰.

## Описание
На дължина достигат до 32 cm.